# Orogenesi laramide
L'orogenesi laramide è un periodo orogenetico che ha interessato la parte occidentale del Nord America, iniziato nel tardo Cretaceo, tra 80 e 70 milioni di anni fa, e terminato tra 55 e 33 milioni di anni fa. L'esatta durata e datazione del suo inizio e della sua fine sono oggetto di discussione, come anche la sua causa. L'orogenesi laramide si è verificata con una serie di pulsazioni, intervallate da fasi quiescenti. Le Montagne Rocciose sono la maggiore configurazione geologica creata da questo processo, ma altre testimonianze si riscontrano dall'Alaska al Messico settentrionale, con il punto più orientale rappresentato dalle Black Hills nel Dakota del Sud. Il fenomeno prende il nome dalle Laramie Mountains nel Wyoming orientale. L'orogenesi laramide è talvolta confusa con l'orogenesi di Sevier, che si sovrappone parzialmente ad essa dal punto di vista temporale e spaziale.

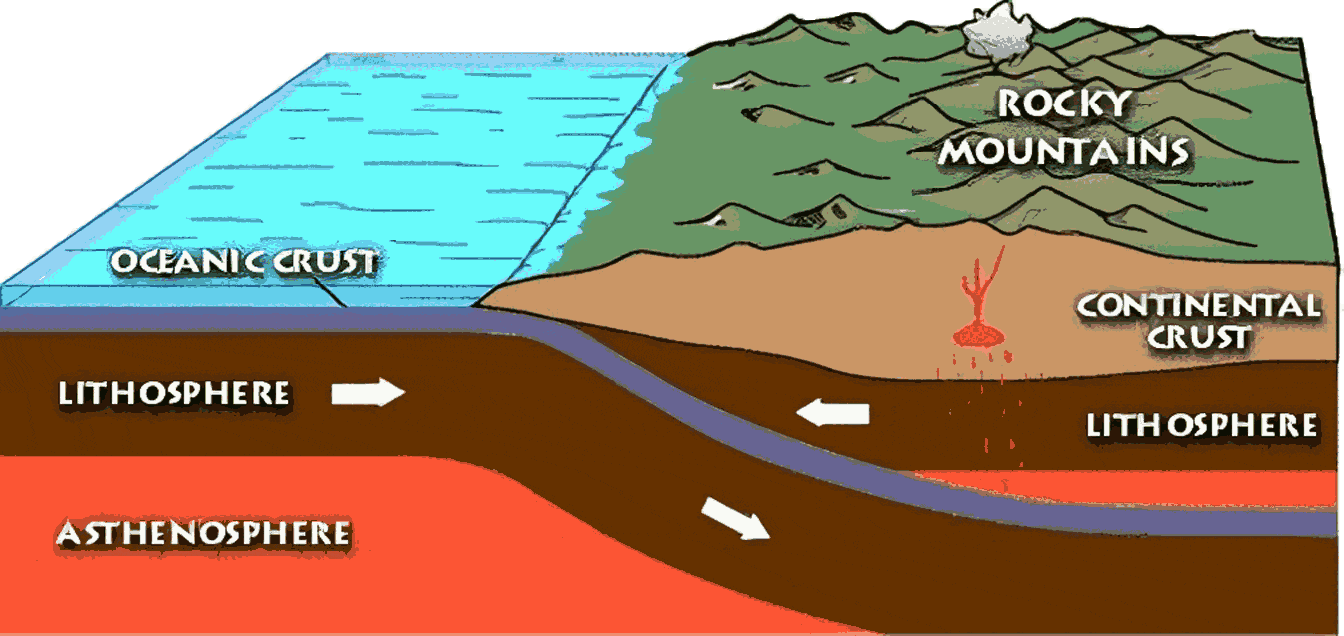
L'orogenesi laramide fu causata dalla subduzione di una placca con un angolo basso.

L'orogenesi viene comunemente attribuita ad eventi avvenuti al largo della costa ovest del Nord America, dove le Placche di Kula e Farallon stavano scivolando sotto la Placca nordamericana. La maggior parte delle ipotesi propongono che l'angolo di subduzione sia divenuto basso e che, di conseguenza, non si siano verificati magmatismi nella parte centro-occidentale del continente; la litosfera oceanica sottostante esercitò in effetti una trazione alla base della litosfera continentale soprastante. Una causa della bassa subduzione potrebbe essere stata l'aumento della velocità di convergenza delle placche. Un'altra causa proposta era la subduzione di crosta oceanica ispessita.
Il magmatismo associato alla subduzione si verificò non vicino ai bordi della placca (come nell'arco vulcanico delle Ande, ad esempio), ma lontano a est, nella zona chiamata Arco delle Montagne Costiere. I geologi chiamano tale mancanza di attività vulcanica vicino a una zona di subduzione zero magmatico. Questo zero magmatico potrebbe essersi verificato perché la lastra subdotta era in contatto con la litosfera continentale relativamente fredda, non con la più calda astenosfera. L'angolo basso di subduzione e la trazione da esso causata produssero tra l'altro una vasta cintura di montagne, alcune delle quali furono le progenitrici delle Montagne Rocciose. Parte delle proto-Montagne Rocciose sarebbero state in seguito modificate dall'estensione per divenire la Provincia di Basin and Range.

## Conseguenze ecologiche
Secondo il paleontologo Thomas M. Lehman, l'orogenesi laramide innescò "il più drammatico evento che interessò le comunità di dinosauri del Tardo Cretacico nel Nord America anteriormente alla loro estinzione". Questo capovolgimento vide a sud la sostituzione dei centrosaurini e dei lambeosaurini, specializzati e altamente ornati, con dinosauri di montagna più primitivi, mentre i biomi settentrionali divennero dominati dai Triceratops con una comunità di ardrosauri fortemente ridotta.

## Bacini e montagne
L'orogenesi Laramide produsse bacini strutturali intermontani e blocchi montuosi adiacenti mediante deformazione. Questo stile di deformazione è tipico delle placche continentali adiacenti a margini convergenti di lunga durata che non hanno resistito a collisioni continente/continente. Questo ambiente tettonico produce un modello di sollevamenti e di bacini compressivi, con la maggior parte della deformazione confinata ai bordi dei blocchi. Dodici chilometri di rilievo tra bacini e sollevamenti adiacenti non è insolito. I bacini contengono parecchie migliaia di metri di rocce sedimentarie paleozoiche e mesozoiche che predatano l'orogenesi laramide. Ben 5.000 m di sedimenti cretacici e cenozoici riempirono questi bacini definiti orogeneticamente. I depositi deformati del Paleocene e dell'Eocene registrano un'attività orogenetica continua.
Durante l'orogenesi Laramide, i fondali dei bacini e le cime delle montagne erano molto più vicini al livello del mare di oggi. Dopo che i mari si ritirarono dalla regione delle Montagne Rocciose, nei bacini si svilupparono pianure alluvionali, paludi e vasti laghi. I sistemi di drenaggio impostisi a quel tempi persistono ancora oggi. A partire dall'Oligocene, sollevamenti epirogenetici episodici innalzarono gradualmente l'intera regione, comprese le Grandi Pianure, alle attuali altitudini. La maggior parte della topografia moderna è il risultato di eventi del Pliocene/Pleistocene, compresi il sollevamento aggiuntivo, la glaciazione dell'alta campagna e la denudazione e dissezione delle superfici cenozoiche più antiche nel bacino mediante processi fluviali.

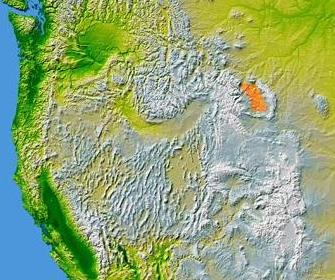
Mappa topografica del Bacino del Bighorn (evidenziato in arancione), formato dall'orogenesi laramide.

Negli Stati Uniti, questi caratteristici bacini intermontani si presentano principalmente nelle Montagne Rocciose centrali dal Colorado e dallo Utah (bacino di Uinta) al Montana e sono più sviluppati nel Wyoming, con il Big Horn, il Powder River e il Wind River che sono i più grandi. Topograficamente, i fondali dei bacini assomigliano alla superficie delle Grandi Pianure occidentali, tranne che per le vedute delle montagne circostanti.
Alla maggior parte dei confini, le unità dal Paleozoico al Paleogene si inclinano in modo ripido nei bacini lontano dai blocchi sollevati, dove le rocce precambriane hanno scavato nel centro. Le unità erose con inclinazione ripida formano dorsi di mulo (hogbacks) e ferri da stiro (flatirons). Molti dei confini sono sovrascorrimenti o faglie inverse. Sebbene altri confini sembrino flessure monoclinali, si sospetta un fagliamento in profondità. La maggior parte delle faglie limitrofe mostrano evidenze di almeno due episodi del movimento Laramide (Tardo Cretacico ed Eocene), che suggeriscono tipi di dislocazione sia sovrascorrenti che trascorrenti.